# Окілок
Окілок — село в Україні, у Житомирському районі Житомирської області. Входить до складу Оліївської сільської громади. Населення становить 189 особи.

## Історія
У 1906 році — селище Пулинської волості Житомирського повіту Волинської губернії. Відстань від повітового міста 30 верст, від волості 10. Дворів 40, мешканців 306.
У 1924—54 роках — адміністративний центр Окілківської сільської ради Черняхівського району.

## Населення

### Мова
Розподіл населення за рідною мовою за даними перепису 2001 року:
| Мова       | Кількість | Відсоток |
| ---------- | --------- | -------- |
| українська | 182       | 96.30%   |
| російська  | 6         | 3.17%    |
| білоруська | 1         | 0.53%    |
| Усього     | 189       | 100%     |